# Городище (Парфеньевский район)
Городище — деревня в Парфеньевском районе Костромской области.

## География
Находится в центральной части Костромской области приблизительно в 20 км по прямой на север от центра района села Парфеньево.

## История
Известна с 1620 года как деревня из 8 дворов, данная тогда в вотчину Б. А. Репнину. В 1872 году здесь было учтено 14 дворов, в 1907 году —70. В период существования Костромской губернии деревня относилась к Кологривскому уезду. До 2021 года деревня входила в Матвеевское сельское поселение.

## Население
Постоянное население составляло 93 человека (1872 год), 349 (1897), 349 (1907), 12 в 2002 году (русские 84 %), 6 в 2022.